# Tears of the Earth
Singles de David Hallyday
About You
(1990) Change of Heart
(1990)
Tears of the Earth est une chanson écrite, composée et interprétée par David Hallyday, issue de son second album Rock 'n' Heart et sortie en single sous le label Scotti Bros. Records en 1990.
Elle est co-écrite avec Lisa Catherine Cohen.
Ce titre se classe à la sixième place des ventes de singles en France pendant une semaine.

## Classement
| Classement 1990 | Position |
| --------------- | -------- |
| France          | 6        |